# Schwarzach (Donau)
 For alternative betydninger, se Schwarzach. (Se også artikler, som begynder med Schwarzach)
Schwarzach er en biflod fra højre til Donau i den tyske delstat Baden-Württemberg.
Den har sit udspring ved Bad Saulgau i Landkreis Sigmaringen. Schwarzach afvander området omkring byen Bad Saulgau og løber derfra mod nord. Ved Vöhringer Hof i Riedlingen i Landkreis Biberach munder Schwarzach ud i Donau. På sin vej løber Schwarzach gennem kommunerne Herbertingen (Landkreis Sigmaringen) og Ertingen (Landkreis Biberach). 

## Kommuner og landsbyer langs Schwarzach
Schwarzach løber gennem eller strejfer følgende byer og bebyggelser:
- Bad Saulgau (udspring)
- Wolfenmühle
- Eselmühle
- Riedsäge
- Neumühle
- Schaulesmühle
- Franzenmühle
- Dotschenmühle
- Schwarzach
- Marbach (landsby i Herbertingen)
- Ölmühle
- Talmühle
- Ertingen
- Riedmühle
- Vöhringer Hof (udmunding)

Tilløb til Schwarzach er Bad Saulgauer Stadtbach, Moosheimer Bächle og Nonnenbach.
Schwarzach løber gennem Schwarzachtalseen der er tre søer hvor man kan surfe, dyrke vandsport og bade.
48°09′41″N 9°29′31″Ø / 48.1615°N 9.4919°Ø